# Tournoi d'échecs IBM

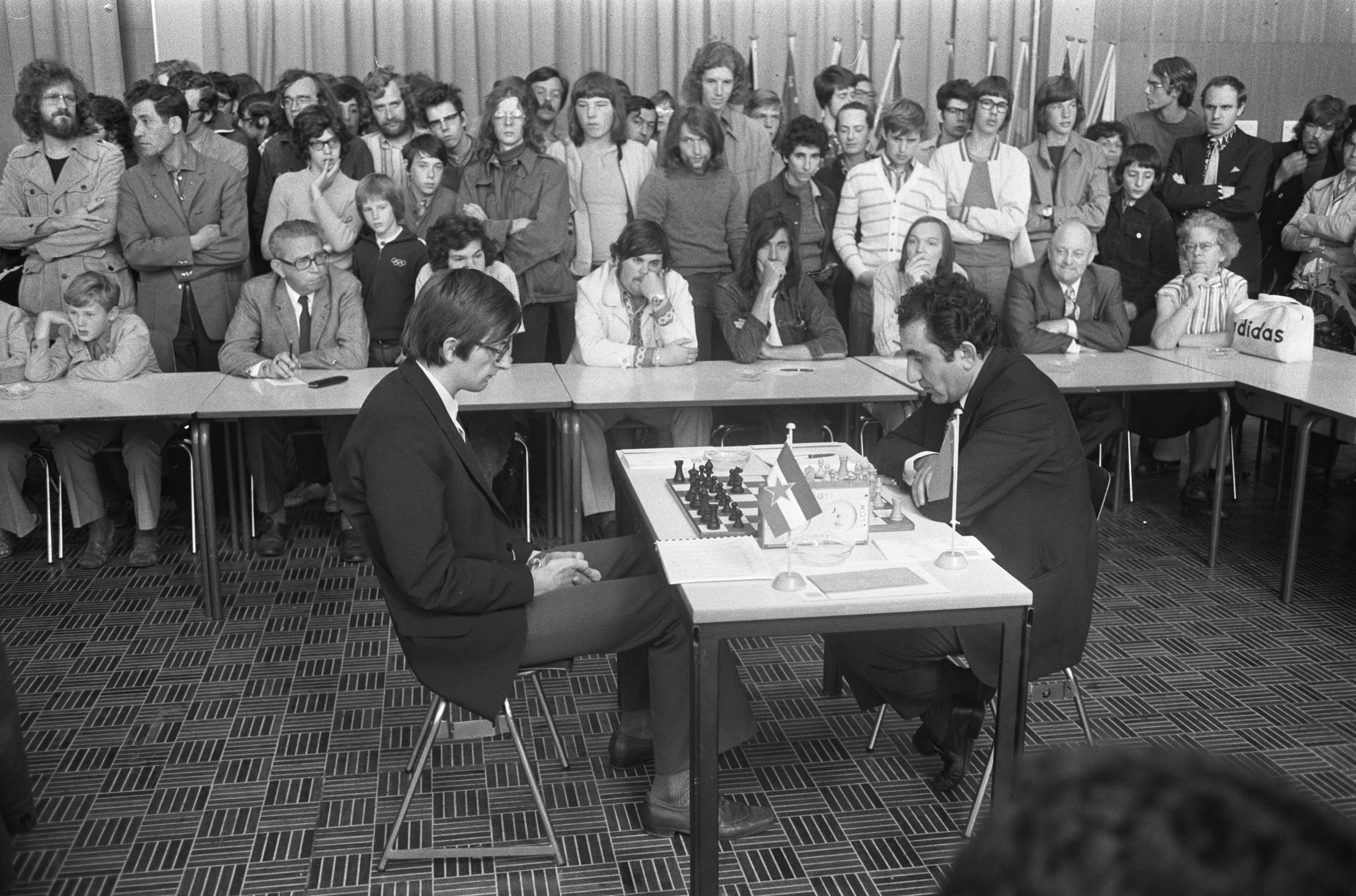
Albin Planinc face à Tigran Petrossian lors du tournoi IBM de 1973 (les deux joueurs finirent à la première place).

Le tournoi d'échecs IBM (en anglais IBM international chess tournament) est un tournoi d'échecs organisé pendant vingt ans de 1961 à 1981 par le club VAS (Vereenigd Amsterdamsch Schaakgenootschap) à Amsterdam, disputé habituellement en juin ou juillet, et sponsorisé par la société IBM.

## Multiples vainqueurs

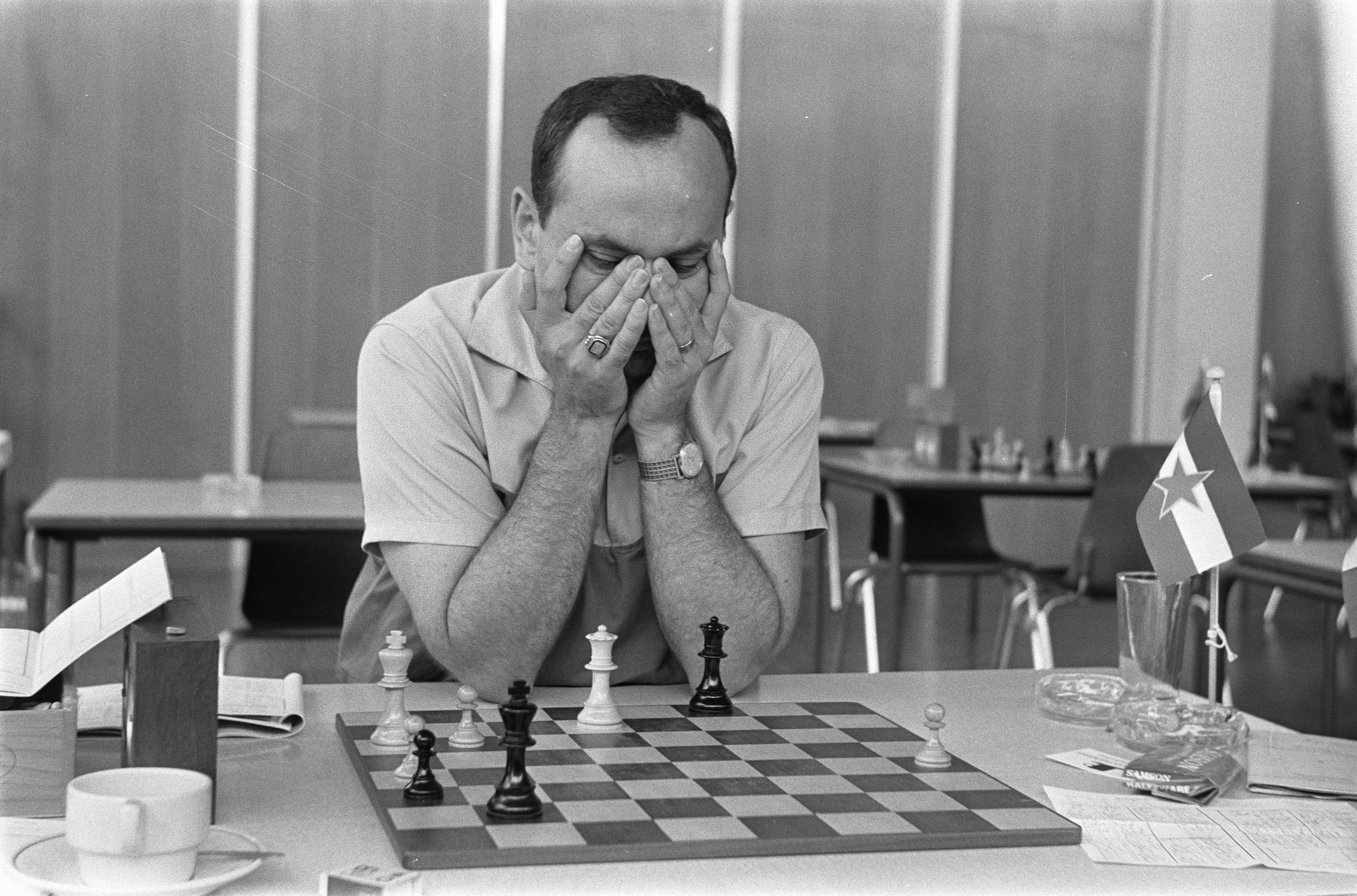
Lajos Portisch au tournoi IBM 1969.

Lajos Portisch a remporté le tournoi à trois reprises. Polougaïevski, Miles et Timman ont remporté le tournoi deux fois. Plusieurs champions du monde soviétiques ont remporté le tournoi IBM une fois : Mikhaïl Botvinnik (en 1966), Vassily Smyslov (en 1971),  Tigran Petrossian (en 1973), Boris Spassky (en 1970) et Anatoli Karpov (en 1980).
3 victoires
- Lajos Portisch (1963, 1967 et 1969)

2 victoires
- Lev Polougaïevski (1970 et 1972)
- Anthony Miles (1976 et 1977)
- Jan Timman (1978 et 1981)

## Palmarès du tournoi principal (tournoi de grands maîtres)
| Éd. | Année | Vainqueur(s)                                      | Deuxième(s)                                            | Troisième(s)                                                                       | Quatrième(s)                                   | Nombre de participants |
| --- | ----- | ------------------------------------------------- | ------------------------------------------------------ | ---------------------------------------------------------------------------------- | ---------------------------------------------- | ---------------------- |
| 1   | 1961  | Christiaan Langeweg                               | Johannes Donner                                        | Jens Enevoldsen                                                                    | Robert Wade                                    | 12 joueurs             |
| 2   | 1962  | Tan Hiong Luong Moshe Czerniak                    |                                                        | Johannes Donner                                                                    | Georg Kieninger                                | 12 joueurs             |
| 3   | 1963  | Lajos Portisch                                    | Moshe Czerniak Johannes Donner                         |                                                                                    | Bruno Parma, Borislav Milić, Mijo Udovčić      | 10 joueurs             |
| 4   | 1964  | Bent Larsen                                       | Johannes Donner                                        | Andreas Dückstein                                                                  | Heinz Lehmann                                  | 10 joueurs             |
| 5   | 1965  | Johannes Donner                                   | Bruno Parma                                            | László Szabó                                                                       | Petar Trifunović                               | 10 joueurs             |
| 6   | 1966  | Mikhaïl Botvinnik                                 | Arturo Pomar                                           | Salo Flohr                                                                         | Coenraad Zuidema                               | 10 joueurs             |
| 7   | 1967  | Lajos Portisch                                    | Alexandre Kotov                                        | Dragoljub Čirić, Christiaan Langeweg                                               |                                                | 12 joueurs             |
| 8   | 1968  | Lubomir Kavalek                                   | David Bronstein                                        | Dragoljub Čirić Christiaan Langeweg, Levente Lengyel, Hans Ree, Leonid Chamkovitch |                                                | 16 joueurs             |
| 9   | 1969  | Lajos Portisch                                    | Vladimir Liberzon                                      | Evgueni Vassioukov                                                                 | Mato Damjanović Leonid Stein                   | 16 joueurs             |
| 10  | 1970  | Lev Polougaïevski Boris Spassky                   |                                                        | Wolfgang Uhlmann                                                                   | Efim Geller                                    | 16 joueurs             |
| 11  | 1971  | Vassily Smyslov                                   | Walter Browne Paul Keres Lajos Portisch                |                                                                                    |                                                | 16 joueurs             |
| 12  | 1972  | Lev Polougaïevski                                 | Viktor Kortchnoï                                       | Wolfgang Uhlmann                                                                   | László Szabó                                   | 16 joueurs             |
| 13  | 1973  | Tigran Petrossian Albin Planinc                   |                                                        | Lubomir Kavalek                                                                    | Boris Spassky                                  | 16 joueurs             |
| 14  | 1974  | Borislav Ivkov Vladimir Toukmakov Vlastimil Jansa |                                                        |                                                                                    | Zoltan Ribli                                   | 16 joueurs             |
| 15  | 1975  | Ljubomir Ljubojević                               | Hans Böhm Sergueï Makarytchev László Szabó Jan Smejkal |                                                                                    |                                                | 16 joueurs             |
| 16  | 1976  | Anthony Miles Viktor Kortchnoï                    |                                                        | Gyula Sax                                                                          | Iván Faragó Dragoljub Velimirović              | 16 joueurs             |
| 17  | 1977  | Anthony Miles                                     | Krunoslav Hulak                                        | Lubomir Kavalek, Vladimir Liberzon                                                 |                                                | 16 joueurs             |
| 18  | 1978  | Jan Timman                                        | Zoltán Ribli                                           | R. Djindjikhachvili Vlastimil Hort, Helmut Pfleger                                 |                                                | 14 joueurs             |
| 19  | 1979  | Vlastimil Hort Gyula Sax                          |                                                        | Ulf Andersson, Jan Smejkal                                                         |                                                | 14 joueurs             |
| 20  | 1980  | Anatoli Karpov                                    | Jan Timman                                             | Gennadi Sosonko                                                                    | Vlastimil Hort                                 | 8 joueurs              |
| 21  | 1981  | Jan Timman                                        | Anatoli Karpov Lajos Portisch                          |                                                                                    | Vlastimil Hort Lubomir Kavalek Vassili Smyslov | 12 joueurs             |

## Sources
- Nicolas Giffard et Alain Biénabe, Le Nouveau Guide des échecs. Traité complet, Paris, Robert Laffont, coll. « Bouquins », 2009, 1710 p. (ISBN 978-2-221-11013-3), p. 1024-1026
- (en) Gino Di Felice, Chess Results, 1961 – 1963 : a comprehensive record with 938 tournaments crosstables and 108 match scores, with sources, McFarland & Company, 2013, 438 p. (ISBN 978-0-7864-7572-8, lire en ligne)
- (en) Gino Di Felice, Chess Results, 1964 – 1967 : a comprehensive record with 1204 tournaments crosstables and 158 match scores, with sources, McFarland & Company, 2013, 550 p. (ISBN 978-0-7864-7573-5, lire en ligne)
- (en) Gino Di Felice, Chess Results, 1968 – 1970 : a comprehensive record with 854 tournaments crosstables and 161 match scores, with sources, McFarland & Company, 2013, 438 p. (ISBN 978-0-7864-7574-2, lire en ligne)
- (en) Anne Sunnucks, The encyclopedia of chess, London, Hale, 1976, 2e éd. (ISBN 9780709110309)
- Ken Whyld, Chess, The Records, Guinness, 1986.